# Olympic Real de Bangui
Olympic Real de Bangui ist ein Fußballverein aus Bangui in der Zentralafrikanischen Republik.

## Geschichte
Der am 1. Januar 1945 unter dem Namen Réal Olympique Castel gegründete und später in Olympic Real de Bangui umbenannte Verein ist mit dreizehn nationalen Meistertiteln der erfolgreichste Klub der Central African Republic League.

## Erfolge
- Zentralafrikanische Meister: 1971, 1973, 1975, 1979, 1982 (als Réal Olympique Castel), 2000, 2001, 2004, 2010, 2012, 2016, 2017, 2023
- Zentralafrikanischer Pokalsieger: 1989, 1999

## Statistik in den CAF-Wettbewerben
| Wettbewerb                          | Runde    | Gegner                       | Hinspiel         | Rückspiel           |  |
| ----------------------------------- | -------- | ---------------------------- | ---------------- | ------------------- |  |
|                                     |          |                              |                  |                     |  |
| African Cup of Champions Clubs 1972 | 1. Runde | Aigle Nkongsamba             | 1:3 (A)          | 1:0 (H)             |  |
| African Cup of Champions Clubs 1974 | 1. Runde | Simba FC                     | 4:0 (H)          | 0:1 (A)             |  |
|                                     | 2. Runde | Accra Hearts of Oak          | 1:6 (A)          | 3:3 (H)             |  |
| African Cup of Champions Clubs 1980 | 1. Runde | Étoile du Congo              | 0:1 (H)          | 1:3 (A)             |  |
| African Cup of Champions Clubs 1983 | Vorrunde | Maniema FC                   | 1:2 (A)          | 1:0 (H)             |  |
|                                     | 1. Runde | Atlético Petróleos Luanda    | 1:3 (A)          | 2:3 (H)             |  |
| African Cup Winners’ Cup 1990       | 1. Runde | Requins de l’Atlantique FC   | 1:0 (H)          | 0:1 (3:4 n. E.) (A) |  |
| African Cup Winners’ Cup 2000       | Vorrunde | Rayon Sports                 | 1:1 (H)          | nicht angetreten    |  |
| CAF Champions League 2002           | Vorrunde | Akonangui FC                 | 1:0 (H)          | 0:1 (6:7 n. E.) (A) |  |
| CAF Confederation Cup 2004          | Vorrunde | Atlético Petróleos do Huambo | nicht angetreten | nicht angetreten    |  |
| CAF Champions League 2011           | Vorrunde | MC Alger                     | 1:1 (H)          | 0:2 (A)             |  |
| CAF Champions League 2013           | Vorrunde | Kano Pillars                 | 1:5 (A)          | 0:0 (H)             |  |
| CAF Champions League 2018           | Vorrunde | ES Sétif                     | 0:6 (A)          | 0:0 (H)             |  |
| CAF Champions League 2022/23        | Vorrunde | Vipers SC                    | 0:3 (H)          | 0:1 (A)             |  |

## Stadion
Der Verein trägt sein Heimspiele im 20.000 Zuschauer fassenden Complexe Sportif Barthélemy Boganda in Bangui.